# Earle (Arkansas)
Earle – miasto w Stanach Zjednoczonych, w stanie Arkansas, w hrabstwie Crittenden.